# Țaratul Vidinului
Țaratul Vidinului (bulgară: Видинско (Бдинско) царство, Vidinsko (Bdinsko) tsarstvo) a fost un stat medieval bulgar cu centrul în Vidin. Pentru prima dată, în 1257, nobilul local Rostislav Mihailovici s-a încoronat Țar al Bulgariei la Târnovo, dar în curând se va retrage la Vidin, pe propriile posesiuni. În 1356, țarul Ivan Alexandru al Bulgariei a izolat Vidinul de monarhia bulgară și l-a numit pe fiul său Srațimir (1356-1396), în calitate de conducător absolut al domeniului Vidinului.
În 1365, statul a intrat sub conducerea cruciaților ungari, dar ocupația acestora a fost de scurtă durată. În 1369, o campanie aliată a Bulgariei și Țării Românești au alungat armata maghiară, dar în 1393 întregul teritoriu al Bulgariei, alături de restul regiunii înconjurătoare, a fost inclus în Imperiul Otoman. Acest lucru a marcat sfârșitul celui de al Doilea Țarat Bulgar. Acum, Vidinul a fost singura regiune controlată de populația locală bulgară.
Otomanii au continuat să cucerească teritoriile despoților Dobrogei, de Prilep și de Velbazhd. Independența Vidinului nu va mai continua mult timp. În 1396, Strațimir a sprijinit militar națiunile creștine care doreau să oprească Imperiul Otoman. În urma victoriei otomanilor de la porțile Nicopolelui, Vidinul a căzut, în cele din urmă, în sfera de influență a otomanilor sultanului Baiazid I.

## Prinții și țarii de Vidin
- Șișman, prinț (1280 — 1308), fondatorul dinastiei Șișman
- Mihail I, prinț (1308 — 1323), fiul prințului Șișman, ales țar al Bulgariei și a folosit numele Mihail al III-lea
- Belaur, prinț (1323 — 1337), fiul prințului Mihail I
- Mihail al II-lea, prinț (1337 — 1356), fiul prințului Mihail I
- Srațimir, țar (1356 — 1365), fiul țarului bulgar Ivan Alexander, prima domnie
- Conducerea maghiară (1365 — 1369)
- Srațimir, țar (1369 — 1396), a doua domnie
- Ocupația otomană